# Strategie šachu
Šachová strategie se zabývá hodnocením šachových pozic a stanovováním cílů a dlouhodobých plánů budoucí hry. Prvky jež ze strategického hlediska hodnotíme jsou: hodnota kamenů na šachovnici, pěšcová struktura, pozice a bezpečnost králů, ovládání prostoru šachovnice a zejména ovládání klíčových polí a skupin polí (např. diagonál, volných sloupců, černých či bílých polí).
Pojetí strategie se v průběhu věků samozřejmě měnilo. První šachoví mistři jako Ruy López de Segura, Giulio Cesare Polerio či Gioacchino Greco se strategií nezabývali takřka vůbec a spoléhali na své taktické schopnosti, na korektnost svých kombinací a na léčky. První kdo předběhl svou dobu byl François-André Danican Philidor jenž již v 18. století objevil důležitost pěšců a pěšcové struktury pro výsledek partie. Největší zlom v rozvoji strategie však nastal s příchodem šachového teoretika a prvního oficiálního mistra světa v šachu Wilhelma Steinitze . Právě on první jasně definoval většinu dodnes platných strategických pouček. Jeho učení poté rozvinuli hypermodernisté jako Aaron Nimcovič, Savielly Tartakower nebo Richard Réti.

## Hodnota kamenů
Jedním ze základních úkolů šachisty při partii je spočítání hodnoty jednotlivých šachových kamenů. Figury jednak dělíme na pěšce, lehké figury (mezi ty patří střelci a jezdci) a těžké figury (mezi ně řadíme věže a dámu). Cenu jednotlivých figur, většinou přepočítáváme na nejslabší kámen, na pěšce. Obvyklou hodnotu jednotlivých kamenů znázorňuje následující tabulka :
| Kámen   | Hodnota |
| ------- | ------- |
| Pěšec   | 1       |
| Střelec | 3-3,5   |
| Jezdec  | 3-3,5   |
| Věž     | 5       |
| Dáma    | 9-10    |
Hodnota jednotlivých kamenů je značně proměnlivá a vždy záleží na konkrétní pozici. Kupříkladu hodnota krále je zcela jiná v střední hře (kdy je král cílem útoku a slabinou) a v koncovce kdy je král aktivní figurou, jenž je schopná útočit i krýt. Mezi obecně platná pravidla taktéž platí že čím je pozice zavřenější tím větší hodnotu má jezdec (jenž je schopný přeskakovat ostatní figurky) a tím menší střelec (jenž potřebuje volné diagonály). Pokud úmyslně vyměníme silnější figuru za slabší, provedli jsme oběť.

## Strategické prvky pozice
Strategické studium konkrétní pozice spočívá ve zkoumání určitých strategických prvků a jejich důležitostí. Na základě tohoto zkoumání šachista zhodnotí pozici a zvolí plán hry. Mezi nejdůležitější prvky patří: postavení králů, síla a vývin figur, centrum, prostor, volné sloupce a diagonály.

### Pěšcová struktura
Dalším důležitým faktorem při hodnocení šachové pozice je její pěšcová struktura (někdy zvaná pěšcová kostra), čili konfigurace pěšců na šachovnici. Protože pěšci jsou nejméně pohyblivé kameny, je pěšcová struktura poměrně stabilní a výrazně předurčuje strategickou povahu pozice. Slabiny v pěšcové struktuře, jako jsou izolovaní pěšci (bez pěšců vlastní barvy na sousedních sloupcích), dvojpěšci (dva pěšci stejné barvy na jednom sloupci) nebo opoždění pěšci (zaostávající za ostatními pěšci na sousedních sloupcích), bývají obvykle dlouhodobé nebo dokonce trvalé povahy. Proto je třeba se jejich vytvoření bránit, pokud nejsou kompenzovány jinou výhodou, například možností zahájit útok.

### Centrum
Centrum neboli též střed, se obvykle rozumí pole d4,d5,e4,e5 (někdy se však tato pole nazývají malé centrum a všechna pole sousedící s těmito políčky jsou velké centrum). Centrum má oproti ostatním polím šachovnice poněkud výsadní postavení, velká část figur (především dáma a jezdec) pokud je zde umístěná vyvíjí větší tlak než na jiných polích. Taktéž je z centra všude stejně daleko. Obecně platí, že boj o centrum je jedním z hlavních úkolů obou stran v zahájení. Velkou změnu v boji o centrum přinesl hypermodernismus.

### Volné sloupce
Volný sloupec je v šachu sloupec na šachovnici, na kterém již není žádný pěšec. Obecně platí, že takový volný sloupec je výhodné obsadit vlastní věží nebo dámou, neboť může velmi dobře posloužit jako vhodné místo pro útok. Nejčastějším cílem útoku bývá soupeřova druhá nebo první řada (pokud je bílý) resp. sedmá nebo osmá řada (pokud je černý). Kontrola nepřátelské druhé řady je výhodou, neboť se na ní obvykle nacházejí nechránění nebo špatně chránění pěšci.

## Strategické postupy

### Výměna
I když je teoreticky hodnota šachových kamenů stále stejná, prakticky téměř nikdy nemají dva stejné kameny stejnou hodnotu, proto je nutno vždy uvážit zda není vhodné vyměnit některou ze svých slabších figur za nějakou soupeřovu silnějších . Výměna mnoha kamenů, neboli zjednodušení pozice, může hráči značně pomoci, pokud má nějakou trvalou výhodu a v průběhu výměn o ni nepřijde.

## Strategická specifika figur

### Pěšec
Již François-André Danican Philidor prohlásil: „pěšci jsou duší šachové hry“. Uspořádání pěšců určuje možnosti pohybu všech ostatních figur a v koncovce jsou pěšci a jejich proměna hlavním tématem úvah šachisty.

### Jezdec
U jezdce však více než u ostatních figur jeho síla závisí na okolnostech, zejména postavení. Díky tomu, že jako jediný kámen může přeskakovat ostatní kameny, je relativně silnější v uzavřených postaveních. Oproti jednotlivému střelci má tu výhodu, že se může pohybovat po všech polích (střelec jen na jedné barvě). Dalším faktorem, jenž značně ovlivňuje sílu jezdce, jsou opěrné body.

### Střelec
Síla střelce závisí na diagonále, na které se nachází. Pokud ji střelec kompletně ovládá a má na ní cíl, jenž napadá, je střelec obvykle silný. Střelec je na rozdíl od jezdce taktéž silný v otevřených pozicích. V koncovce se jeho síla zvyšuje, pokud má cíle na vícero místech šachovnice.
Nestejnopolní střelci (situace, kdy jeden hráč má bělopolného střelce a druhý černopolného) zásadně zvyšují šanci na remízu, neboť v koncovce se pak za této konfigurace při absenci dalších figur jen těžko prosazuje postup pěšcových formací.

### Věž
Věž potřebuje prostor, na kterém může rozvinout svoji sílu. V počátečních fázích partie si věž obvykle příliš nezahraje. Na řadu přichází teprve až obsadí otevřený či polootevřený sloupec. Ideální je, pokud ji podpoří druhá věž (takzvané zdvojení věží na jednom sloupci) a obsadí sedmou řadu. Síla věže nastává v koncovce, kdy získá více prostoru. Přibližně 40 % všech koncovek jsou věžové koncovky.

### Dáma
Dáma je nejsilnější ze všech figur. Má obrovský akční rádius, je schopná z jednoho místa provádět velké množství hrozeb. Vedení matového útoku je snazší s dámou na šachovnici než bez dámy. Oběť dámy je neobvyklá záležitost. Všeobecně se nedoporučuje vyvíjet dámu hned na počátku partie, obvykle je výhodnější nejdříve počkat na vývin lehkých figur proto, aby dáma nemohla být napadána se ztrátou tempa. Dámské koncovky bývají zdlouhavé a mají remízovou tendenci, slabší strana má mnohdy možnost vynutit remízu věčným šachem.

### Král
Během střední hry je král chráněn a útok na něj bývá hlavním cílem protihráče. V koncovce však jeho bojová síla narůstá a jeho hodnota je obvykle kvantifikována jako čtyři pěšci.

## Fáze hry
Jednotlivými fázemi partie jsou: zahájení, střední hra a koncovka. V zahájení se teprve rozehrávají síly a málokdy se rozhoduje partie. Ve střední hře probíhá největší boj a v koncovce se obvykle uplatňuje výhoda či naopak zkouší zachránit remíza. Způsob hry, strategické cíle a strategické postupy se samozřejmě v každé z těchto fází liší, i když jisté základní principy stále platí.